# Slipstream

Cyklister använder fenomenet för att spara kraft.

Slipstream (uttal: ['slipstri:m]) är ett aerodynamiskt fenomen som man använder sig av inom bland annat motor- och cykelsport. Det fordon som ligger först skapar i höga hastigheter ett undertryck bakom sig, som i sin tur ger lägre luftmotstånd för den som ligger precis bakom som då behöver använda mindre kraft för att uppnå samma hastighet. Detta gör att det bakomvarande fordonet kan bygga upp en högre hastighet än det framförvarande och då köra om. Inom cykelsport används det oftast för att spara kraft för ett tänkt upplopp.
Slipstream är en sorts vindskugga. I hastighetstävlingar utan segel är vinden ofta ett hinder, och vindskugga är då något önskvärt. Vindskuggan skapar då ett relativt "baksug" som sparar kraft och ökar hastigheten för den tävlande.